# Fognano (Parma)
Fognano (Fognàn in dialetto parmigiano) è una frazione del comune di Parma, appartenente al quartiere Golese.
La località è situata 6,25 km a nord-ovest del centro della città.

## Geografia fisica
La frazione sorge in posizione pianeggiante tra le campagne a nord-ovest di Parma; la località è attraversata dal cavo Lama, affluente del canale Galasso.

## Origini del nome
Il nome della località deriva dal latino Fonnius, Funnius o Favonius, forse legato alla gens romana assegnataria della zona in seguito alla fondazione della colonia romana di Parma.

## Storia
Il territorio risultava abitato già nell'età del bronzo media e recente; risalgono infatti al periodo compreso tra la fine del XV e il XII secolo a.C. i resti della terramara detta Cornocchio o Baganzola, rinvenuti tra Fognano e Roncopascolo già nel XIX secolo e successivamente riportati alla luce tra il 1980 e il 1982.
Nel II secolo a.C., in seguito alla conquista da parte dei Romani, tutta la zona fu frazionata in centurie e assegnata alle gentes che avevano partecipato alla guerra contro i Celti e alla fondazione della colonia di Parma.
Nel 962, secondo un atto di dubbia autenticità, l'imperatore del Sacro Romano Impero Ottone I di Sassonia riconobbe al vescovo di Parma Oberto l'autorità, oltre che sulla città, anche su 3 miglia di contado intorno a essa, comprendenti tra le altre la zona di Fognano, compresa tra Eia e Baganzola.
Il borgo di Fugnano fu menzionato per la prima volta nel 1187, in una bolla del papa Gregorio VIII.
Entro il XIII secolo nel piccolo villaggio fu edificata una cappella, la cui esistenza fu testimoniata per la prima volta nel 1230 nel Capitulum seu Rotulus Decimarum della diocesi di Parma.
Nel 1247, secondo alcuni storici, fu a Fognano che l'imperatore del Sacro Romano Impero Federico II di Svevia, dopo aver posto l'assedio a Parma, fondò l'effimera città di Vittoria, rasa al suolo l'anno seguente dai parmigiani in una vittoriosa battaglia.
Nel 1266 il Comune di Parma, constatando la mancanza di difese in alcune località poste nei dintorni della città, tra cui Fognano, ordinò ai loro abitanti di erigere nelle vicinanze delle rispettive chiese le necessarie strutture fortificate.
A partire dal 1275 gli amministratori dell'ospedale fondato da Rodolfo Tanzi acquistarono, per investimento, numerose terre tra Eia e Fognano, che raggiunsero infine un'estensione pari a 50,73 ettari.
Nel 1448 gli uomini del marchese di Ferrara Leonello d'Este saccheggiarono i borghi di Fognano, Roncopascolo e Gainago.
Nel 1500, in seguito alla sconfitta del duca Ludovico il Moro a Novara, il re di Francia Luigi XII prese possesso del ducato di Milano e ricompensò le famiglie che lo avevano appoggiato; i conti Simonetta furono investiti dei feudi di Torricella e Fognano. Nel 1611 il conte Orazio Simonetta, insieme a numerosi altri nobili del Parmense, fu giustiziato in quanto accusato di aver partecipato alla presunta congiura ai danni del duca di Parma Ranuccio I Farnese, che confiscò di tutti i suoi beni. Alla sua morte nel 1622, il Duca lasciò in eredità al figlio Odoardo la signoria su numerose terre; tra queste, risultavano particolarmente estese quelle del Cornocchio, di Fognano e di San Donato.
In epoca napoleonica, per effetto del decreto Nardon del 1806, la località divenne frazione del nuovo comune (o mairie) di Golese, soppresso e annesso nel 1943 al comune di Parma.
A partire dalla seconda metà del XX secolo, nella porzione di territorio di Fraore adiacente a via Cremonese e a Fognano, grazie alla sua vicinanza alla città, si sviluppò un popoloso quartiere, denominato Fognano Nuova o "La Palazzina".

## Monumenti e luoghi d'interesse

### Chiesa di Sant'Ilario

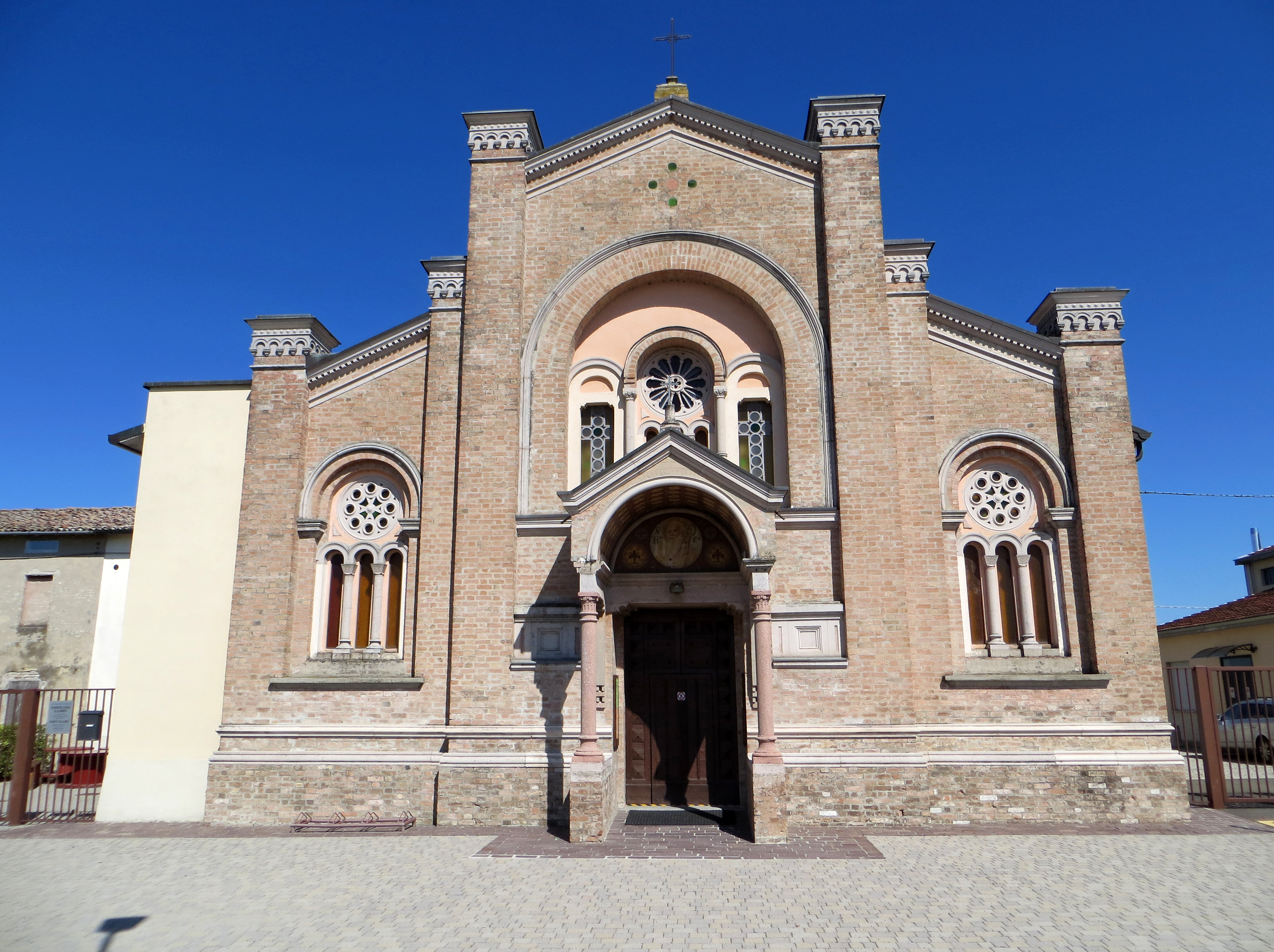
Chiesa di Sant'Ilario

Menzionata per la prima volta nel 1230, la cappella medievale, dedicata a sant'Ilario, divenne sede parrocchiale entro il 1564 e fu consacrata nel 1589; ampliata nel 1727 e decorata internamente nel 1822, fu profondamente modificata in stile neobizantino tra il 1928 e il 1937, su progetto dell'architetto Camillo Uccelli; ristrutturata nelle coperture nel 1988, fu restaurata internamente nel 2008 e dotata di una moderna cappella feriale nel 2016. Caratterizzata dall'eclettica facciata in laterizio, la chiesa è riccamente decorata negli interni con semicolonne, capitelli scolpiti, dipinti, arcate e lunette; la cupola del presbiterio è ornata con un affresco seicentesco raffigurante San Pietro genuflesso sulle nubi fra angeli.

### Villa Mora
Costruita originariamente nel XVII secolo, la villa fu acquistata nel XIX secolo dalla famiglia Varron, che intorno al 1870 la fece risistemare e ampliare; alienata dopo il 1897 alla famiglia Pontecorboli, passò in seguito ai Vigevani, poi ai Fattorini e ancora a Vito Cantoni, per essere infine comprata nel 1962 da Gian Paolo Mora, che la fece restaurare. L'edificio, sviluppato su una pianta rettangolare, si eleva su due livelli principali fuori terra, oltre al sottotetto; la simmetrica facciata, preceduta da un rettilineo viale alberato, presenta nel mezzo l'ampio portale d'ingresso ad arco a tutto sesto, raggiungibile attraverso una breve scalinata e sormontato da una portafinestra al primo piano; all'interno l'androne passante dà accesso alle sale laterali, di cui quelle a sud-est, più antiche, sormontate da volte a botte lunettate e quelle a nord-ovest, più recenti, coperte da soffitti piani a travetti lignei.